# Giovanni Romano (calciatore 1929)
Giovanni Romano (Siracusa, 28 luglio 1929 – Bari, 11 maggio 1994) è stato un calciatore italiano, di ruolo difensore.

## Caratteristiche tecniche
Giocò nel ruolo di terzino ed era tenace, veloce e deciso negli interventi.

## Carriera
Iniziò la carriera professionistica nel 1951 con il Siracusa (la squadra della città natia), disputandovi quattro campionati di cui il primo in Serie B e tre in Serie C. Nel 1955 fu acquistato dal Bari, appena tornato in cadetteria. Con i biancorossi disputò sette stagioni, di cui quattro in serie cadetta (le prime tre e l'ultima) e tre in massima serie, mantenendo sempre il posto da titolare. Conquistò in breve tempo la fiducia e la simpatia degli sportivi baresi. Lo storico del Bari Gianni Antonucci, in un suo testo ne ricorda le rovesciate, simili a quelle di Carlo Parola, e i duelli che il difensore ingaggiò con l'attaccante viola Kurt Hamrin (giudicati dallo storico barese divertenti ed emozionanti).
Si sposò a Bari con una donna del luogo e all'età di 33 anni terminò l'attività di calciatore.

## Dopo il ritiro
Subito dopo il ritiro diventò talent scout; in seguito aprì, sempre a Bari, una ferramenta che rese ben avviata e lasciò poi ai figli.
Nel 1990, in occasione del Campionato mondiale di calcio fu premiato per la sua "altà fedeltà" alla maglia biancorossa.
Ammalatosi, morì nel 1994. È considerato un esempio di rettitudine sportiva e onestà.